# Jogos Olímpicos da Juventude
Os Jogos Olímpicos da Juventude (JOJ) são um evento internacional multidesportivo, cuja primeira edição foi realizada em Singapura entre 14 e 26 de agosto de 2010. Os Jogos são realizados a cada quatro anos entre edições da mesma estação (Verão ou Inverno), tal como sucede com o atual formato dos Jogos Olímpicos. A idade dos participantes está limitada - os atletas só podem ter entre 15 e 17 anos. A ideia para este evento partiu do austríaco Johann Rosenzopf durante o ano de 1998. Em 6 de julho de 2007, os membros do Comité Olímpico Internacional (COI), reunidos na sua 119ª Sessão na Cidade da Guatemala, aprovaram a criação da versão juvenil dos Jogos Olímpicos.
Os Jogos Olímpicos da Juventude de Verão devem ter 12 dias de duração, enquanto os Jogos Olímpicos de Inverno da Juventude devem ser realizados em 10 dias. O COI permite a participação de um máximo de 3500 atletas e 875 oficiais acreditados nos Jogos de Verão, enquanto que para os Jogos de Inverno são permitidos 970 atletas e 580 oficiais. Os Jogos têm também programas de intercâmbio cultural e oportunidades para os participantes conhecerem os atletas olímpicos.
O formato dos Jogos Olímpicos da Juventude é baseado no de outros eventos olímpicos para jovens, como o Festival Olímpico Europeu da Juventude ou o Festival Olímpico Australiano da Juventude, realizados igualmente a cada dois anos e durante os anos ímpares, alternando eventos de Verão e de Inverno. Os Jogos Olímpicos da Juventude são os sucessores dos Jogos Mundiais da Juventude, realizados apenas uma vez.
As últimas Olimpíadas da Juventude de Verão foram realizadas entre 6 a 18 de outubro de 2018 em Buenos Aires, Argentina. Já a última edição das Olimpíadas da Juventude de Inverno ocorreram entre 9 e 22 de janeiro de 2020 em Lausana, na Suíça.

## História

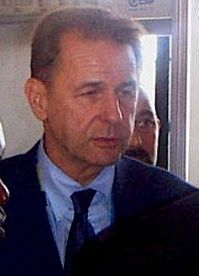
Jacques Rogge, presidente do COI quando os JOJ foram introduzidos.

O conceito dos Jogos Olímpicos da Juventude partiu do industrial austríaco Johann Rosenzopf, em 1998. Correspondeu a uma resposta à crescente preocupação a nível global com a obesidade nas crianças e a diminuição da participação dos jovens em atividades esportivas, especialmente nos países em desenvolvimento. Além disso, para melhorar o desempenho acadêmico dos estudantes, já que existe uma tendência global de diminuição do peso dos esportes e da educação física nos currículos escolares. Admitiu-se que uma versão jovem dos Jogos Olímpicos poderia ajudar a promover a participação nos Jogos Olímpicos. Apesar destas razões, a resposta do COI à criação de um evento exclusivamente esportivo foi inicialmente negativa. Os membros do COI queriam que o evento tivesse uma vertente de intercâmbio e educação cultural, e não apenas esportiva, razão pela qual foi desenvolvido o Programa de Intercâmbio Cultural como componente de cada celebração dos Jogos. Jacques Rogge, o Presidente do COI, anunciou formalmente os planos para os Jogos Olímpicos da Juventude na 119ª Sessão do COI, na Cidade da Guatemala, a 6 de julho de 2007. Há vários objetivos para os JOJ, e quatro deles incluem juntar os melhores jovens atletas do Mundo, oferecendo uma introdução ao Olimpismo, inovando na educação e no debate dos valores Olímpicos. A cidade-estado de Singapura foi anunciada como a sede dos primeiros Jogos Olímpicos de Verão da Juventude, em 21 de fevereiro de 2008. No dia 12 de dezembro de 2008, o COI anunciou que Innsbruck iria ser a sede das primeiras Olimpíadas de Inverno da Juventude, em 2012. A cidade austríaca já foi a sede dos Jogos Olímpicos de Inverno em 1964 e 1976.

## Selo

Uma das versões da etiqueta YOG-DNA.

O selo das Olimpíadas da Juventude – YOG-DNA –, que é voltada para os jovens, não pretende ser um logotipo ou uma marca; o objetivo é ser uma etiqueta. O selo representa as atitudes e a liberdade dos jovens, não tendo restrições como é hábito em logomarcas. Destina-se a ser usado pelos jovens como um selo de aprovação do Espírito dos Jogos Olímpicos da Juventude. Quando esta etiqueta foi lançada havia pouco tempo para o início das Olimpíadas da Juventude de 2010 e o seu programa visual já estava pronto; a etiqueta YOG-DNA só começou a ser incorporada nos logotipos das Olimpíadas da Juventude em Innsbruck 2012.

## Comitê Olímpico Internacional

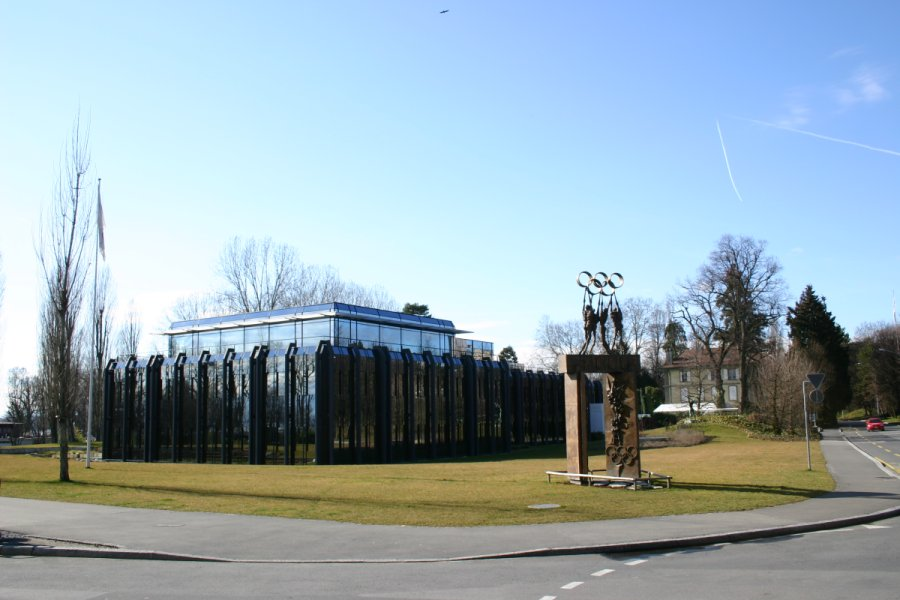
Sede do COI em Lausana, Suíça.

O Movimento Olímpico abrange um grande número de organizações esportivas nacionais e internacionais e federações, reconhecidos parceiros de imprensa, além de atletas, dirigentes, juízes e qualquer outra pessoa e instituição que concorda em obedecer às regras da Carta Olímpica. O Comité Olímpico Internacional (COI), organização maior do Movimento Olímpico, tem ao seu cargo as tarefas mais importantes: a escolha das sedes das Olimpíadas, a supervisão do planeamento dos Jogos, atualizar e aprovar o programa/quadro de eventos, e ainda a negociação dos patrocínios e dos direitos de transmissão. O Movimento Olímpico tem três elementos constituintes principais:
- Federações Internacionais (FIs): são os organismos que regem a supervisão de um esporte ao nível internacional. Um exemplo de FI é a Federação Internacional de Futebol (FIFA; para o futebol). Atualmente o Movimento Olímpico tem 38 FIs, uma por cada esporte olímpico.[25][26]
- Comités Olímpicos Nacionais (CONs): estes são os responsáveis pelo regulamento e representação do Movimento Olímpico na sua respectiva nação. Por exemplo, o Comitê Olímpico de Portugal (COP) e o Comitê Olímpico Brasileiro (COB), representam respectivamente Portugal e Brasil perante a instituição. O COI reconhece atualmente (agosto de 2015) a existência de 206 CONs.[27]
- Comitês de Organização dos Jogos Olímpicos (OCOGs): estes Comitês constituem as comissões temporárias que têm a seu cargo a organização de uma determinada edição dos Jogos Olímpicos. Os OCOGs são dissolvidos no ano posterior após cada edição dos Jogos, quando o relatório final é entregue ao COI.[28]

Os idiomas oficiais do Movimento Olímpico são o Francês e o Inglês.Mas nos Jogos Olímpicos sêniores o uso do francês é obrigatório, algo que não acontece nos Jogos Olímpicos da Juventude.

## Requisitos das cidades sede
A escala dos Jogos Olímpicos da Juventude é menor da dos Jogos Olímpicos, o que é intencional e permite a cidades menores a sediarem um evento Olímpico. As cidades que se queiram candidatar devem manter todos os eventos na mesma cidade, e não deverão ser construídas nenhuma infraestrutura esportiva. Existem algumas exceções quanto a esta regra, já que algumas cidades poderão ter a necessidade de construírem um centro de imprensa, salas de aula para eventos e workshops, e Vila Olímpica. Essa vila é o centro dos Jogos para os atletas, e ponto central das atividades. Não existe a necessidade da construção de novas infraestruturas viárias, já que todos os atletas e treinadores serão transportados de ônibus. De acordo com o processo de candidatura, o estádio com pista e campo para o atletismo deve ter a capacidade mínima para 10 000 espectadores e também para as cerimônias. Muitos outros esportes têm que ter uma infraestrutura de menor escala, segundo as regras estabelecidas pelo COI.
Entretanto, em 2016 foram apresentadas novas recomendações sobre os objetivos estratégicos dos Jogos que implicam diretamente as cidades-sede. Um deles estabelece para levar os JOJ "a cidades que não conseguem organizar os Jogos Olímpicos", ou seja, tornar as Olimpíadas da Juventude mais acessíveis a cidades pequenas e médias.

## Financiamento

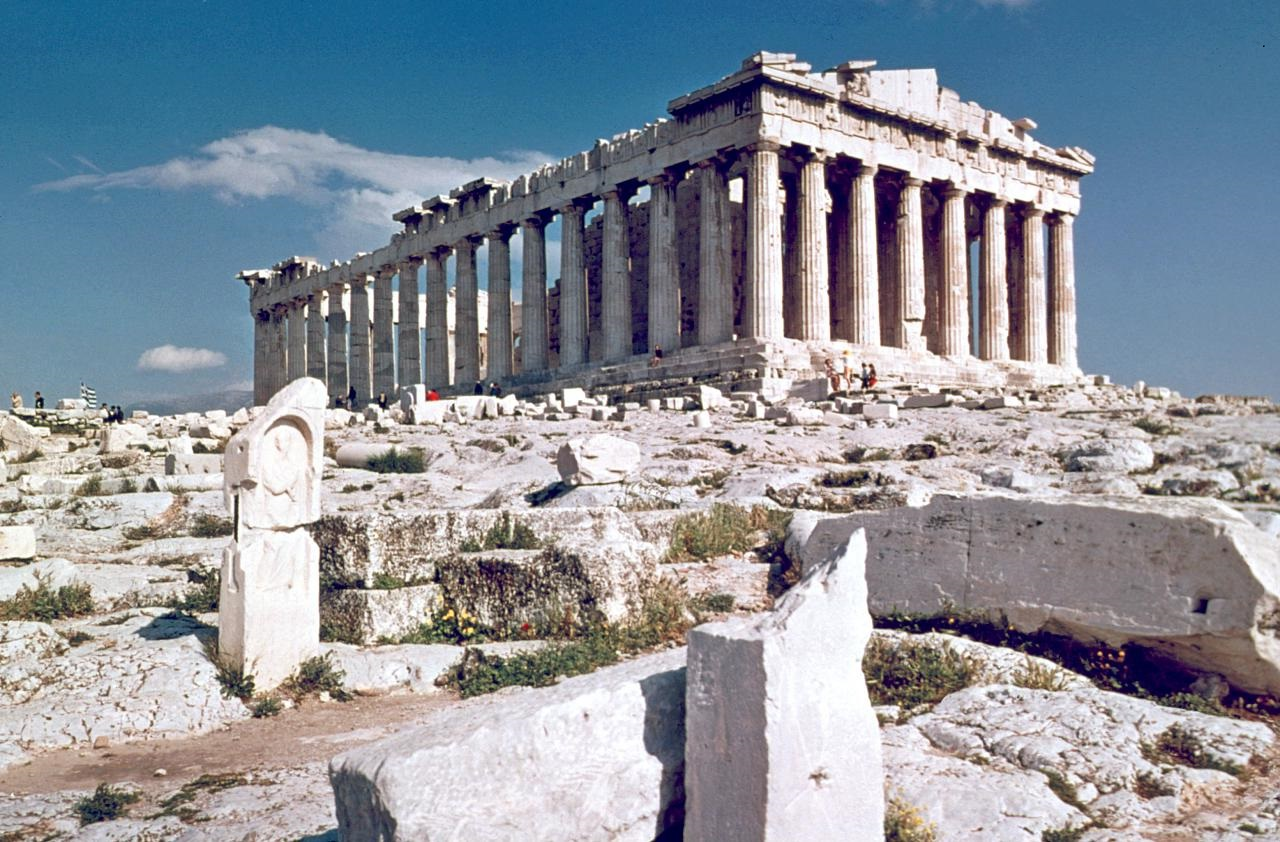
Os custos não têm - nem devem - ser tão elevados quanto os das Olimpíadas "seniores". Atenas foi excluída da corrida aos Jogos de 2010 pelo alto orçamento, entre outros motivos.

Os custos estimados inicialmente para a realização dos Jogos estavam nos US$ 30 a 35 milhões para os Jogos de Verão e de US$ 15 a 20 milhões para os Jogos de Inverno, sem incluir melhoramentos de infraestruturas e construção de locais. O financiamento vem por parte dos fundos do COI e não de seus lucros. Os orçamentos iniciais para cada edição dos Jogos de Verão estão estimados em US$ 75,5 milhões, muito mais alto do que o que se previra, e ainda subiram mais, mas mais recentemente Buenos Aires já apresentou um orçamento de quase US$ 105 milhões para 2018. O orçamento com os custos-base para os primeiros Jogos de Inverno, realizados em Innsbruck, foi estimado em US$ 22.5 milhões.

## Participação
Mais de de 3600 atletas de 200 Comitês Olímpicos Nacionais participaram na primeira Olimpíada de Verão da Juventude. Já no que respeita às Olimpíadas de Inverno, participaram por volta 1100 atletas de 70 CONs em sua primeira edição. Em ambos os casos, os participantes devem ter entre 15 e 18 anos no dia 31 de dezembro do ano dos Jogos, podendo ser divididos em grupos etários. A classificação para se participar nas Olimpíadas da Juventude é determinada pelo COI em conjunto com as Federações Internacionais dos esportes que estão participando do evento. Para assegurar que todos os CONs estão representados nos JOJ, o COI instituiu o conceito do Princípio da Universalidade. Para cada evento o COI dá um certo número de "wildcards" (convites) para os atletas de países que não se classificaram. Isso assegura que todos os CONs conseguiam enviar no mínimo dois atletas para cada edição dos Jogos Olímpicos da Juventude. Quanto aos esportes coletivos, a proposta original era de que cinco times, sendo cada um representando cada continente juntamente com um sexto time do país organizador. Por fim, nenhuma nação poderia enviar mais do que 70 atletas para cada edição.

## Esportes

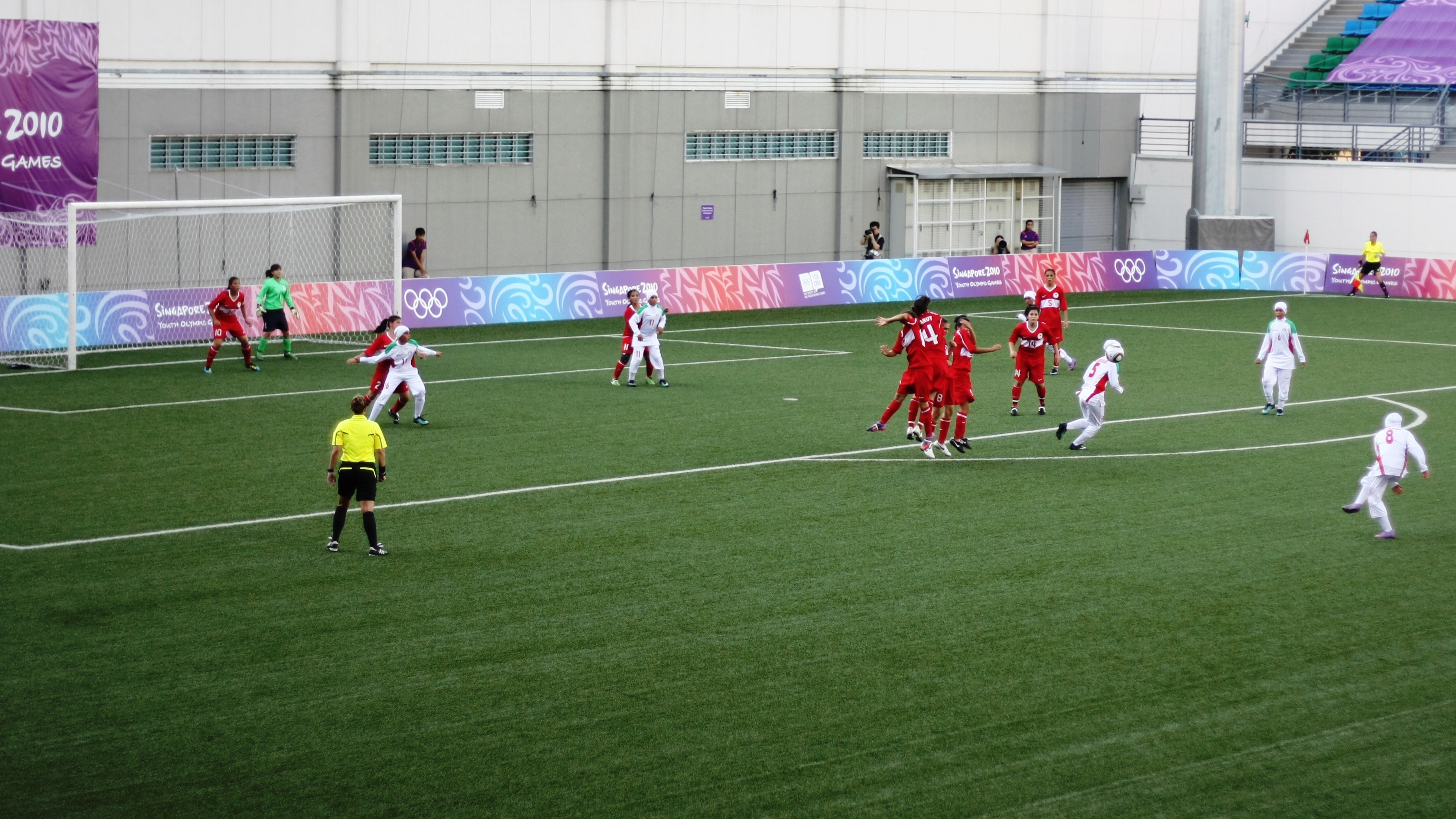
O futebol é um dos esportes integrantes das Olimpíadas de Verão da Juventude. Foi, aliás, o primeiro esporte a ser realizado na variação jovem dos Jogos Olímpicos, com um jogo feminino entre Irã e Turquia.

Os esportes em competição nos Jogos Olímpicos da Juventude são os mesmos do programa dos Jogos tradicionais, mas com algumas adaptações e com um número limitado de disciplinas e eventos. Por exemplo, nos esportes aquáticos (de pavilhão) o COI decidiu incluir a natação e os saltos ornamentais, mas excluiu o nado sincronizado, a natação em águas abertas e o polo aquático. O comitê organizador pode escolher entre duas disciplinas do voleibol (praia e quadra) e do basquetebol (o tradicional ou o FIBA 3X3). As disciplinas de ciclismo são o BTT, o BMX e o ciclismo de estrada (prova em linha e contrarrelógio), com o ciclismo de pista sendo eliminado.
As Olimpíadas de Inverno da Juventude incluíram na sua primeira edição sete esportes e 15 modalidades, que se mantêm para a segunda edição. O hóquei no gelo não só tem apenas os torneios masculino e feminino, como também um concurso de habilidades individuais. Na segunda edição, em 2016, o curling foi disputado por equipes mistas. Outros eventos poderão ser demonstrados nos Jogos de Verão e de Inverno, cujos programas desportivos podem variar consoante a disponibilidade de cada cidade-sede.

## Cultura e educação

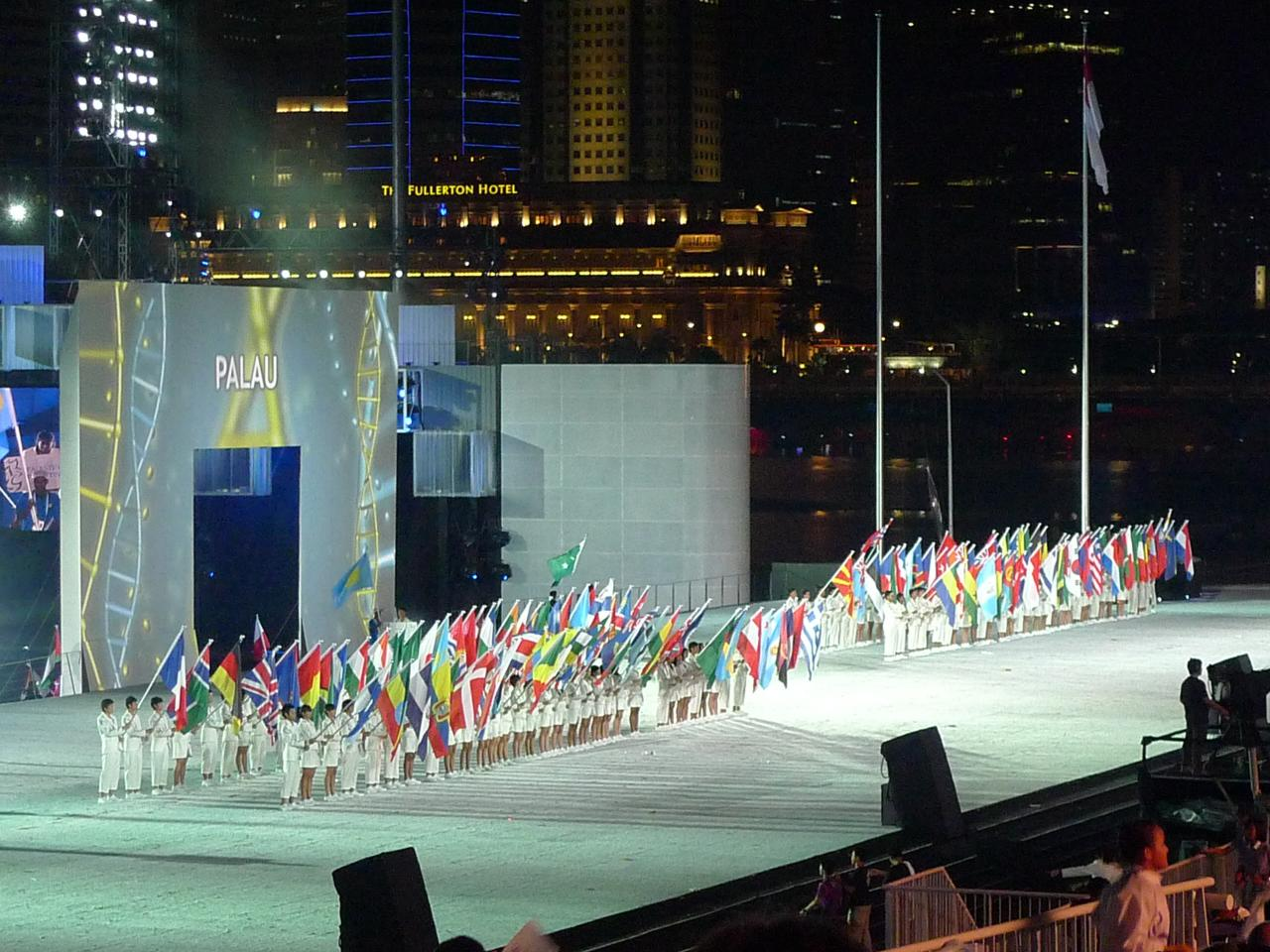
Bandeiras das nações participantes nos Jogos Olímpicos de Verão da Juventude de 2010.

A educação e a cultura também são componentes chave dos Jogos para os mais jovens. O aspecto de educação e de cultura se aplica não só aos atletas e aos participantes, mas também aos jovens à volta do mundo e aos habitantes da cidade-sede e das redondezas. Para este fim existem as Actividades de Aprendizagem e Partilha (Learn and Share activities), anteriormente conhecidas como Programa de Educação e de Cultura (PEC). O primeiro PEC, nos Jogos de Singapura 2010, incluiu eventos que fomentaram a cooperação entre atletas de diferentes nações. Decorreram aulas em assuntos desde a saúde e a forma física até ao ambiente e ao planeamento de carreiras. Estudantes locais de Singapura fizeram cabines na Vila da Cultura Mundial que representavam cada um dos 205 Comitês Olímpicos Nacionais participantes. As sessões de Conversa com os Campeões foram a parte mais popular do programa. Os participantes foram convidados a ouvir intervenções de inspiração feitas por antigos e atuais atletas Olímpicos.
A ênfase no intercâmbio vai além do PEC. Outra característica única das Olimpíadas da Juventude é a existência de eventos de equipes mistas por sexo e de Comitês Olímpicos Nacionais (equipes com atletas de várias nações), existindo alguns esportes mistos. Os organizadores dos JOJ usam também as mídias sociais como o Facebook, o Flickr e o Twitter como plataformas chave para cativar os jovens atletas antes, durante e depois de cada celebração dos Jogos. Estas atividades assentam nos cinco pilares: Olimpismo; desenvolvimento de capacidades; bem-estar e vida saudável; responsabilidade social; e expressão.

## Objetivos estratégicos
A 129.ª Sessão do COI, em agosto de 2016, aprovou uma série de recomendações para os novos objetivos estratégicos das Olimpíadas da Juventude a vários níveis. Desde logo, estabelecem o aumento da participação e do nível de competição, de forma a colocar um foco maior em competição de alto nível mas mantendo os elementos da aprendizagem e compartilha. Outro, é sobre as cidades-sede, com os JOJ a deverem ser acessíveis a cidades de pequena e média dimensão incapazes de realizar as Olimpíadas "seniores".
O terceiro objetivo estratégico relaciona-se à expansão do alcance e impacto das Olimpíadas da Juventude, com a criação de uma rede de eventos semelhantes com objetivos comuns entre federações, Comitês Olímpicos Nacionais e outras partes envolvidas no Movimento Olímpico. O uso das plataformas digitais para expandir a experiência Competir, Aprender e Compartilhar além dos JOJ globais foi outro dos pontos recomendados, bem como o reforçar do papel dos JOJ como incubadores da inovação.

## Lista das edições dos Jogos Olímpicos da Juventude

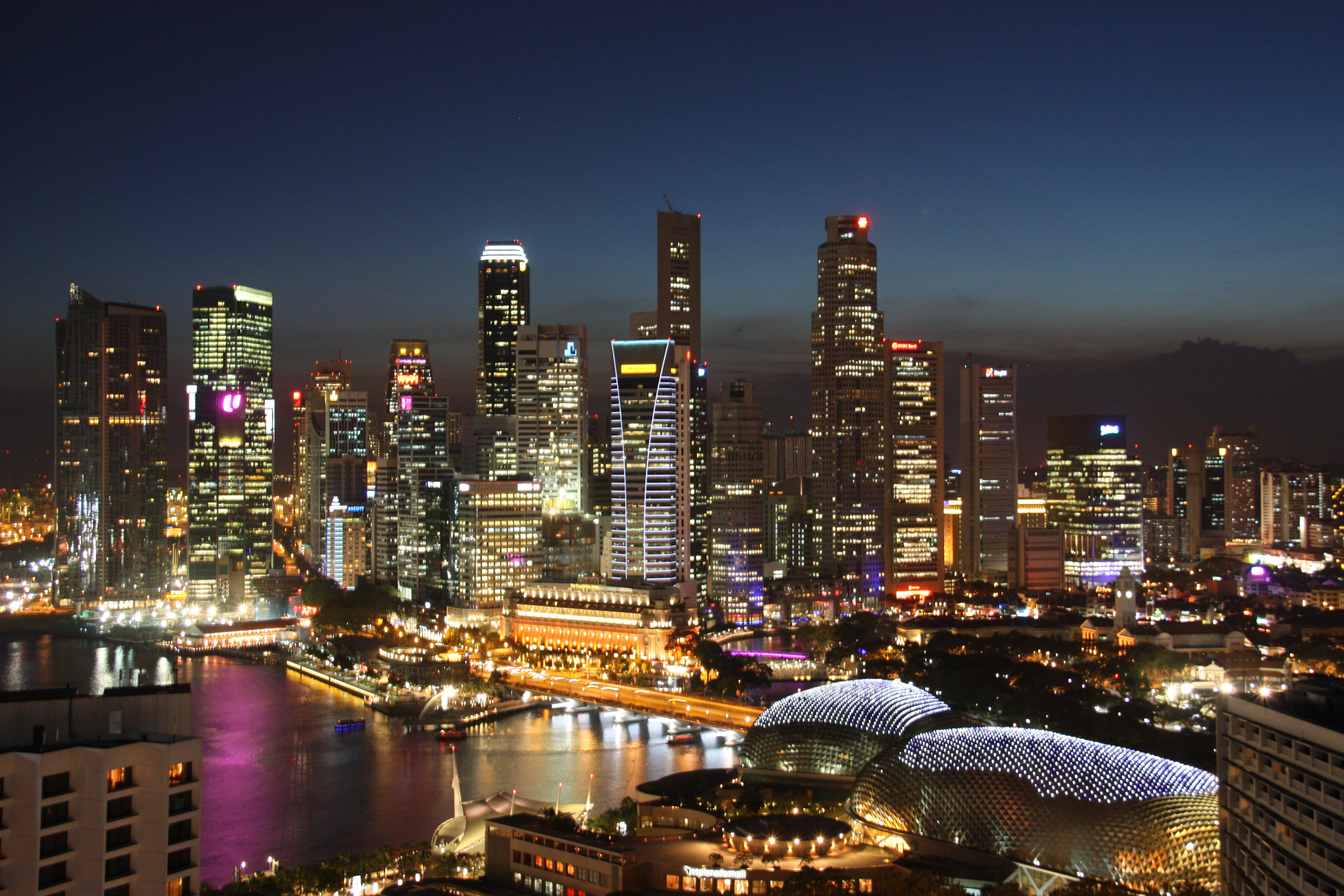
Singapura, a cidade-sede dos 1º^{s} Jogos Olímpicos de Verão da Juventude, em 2010.

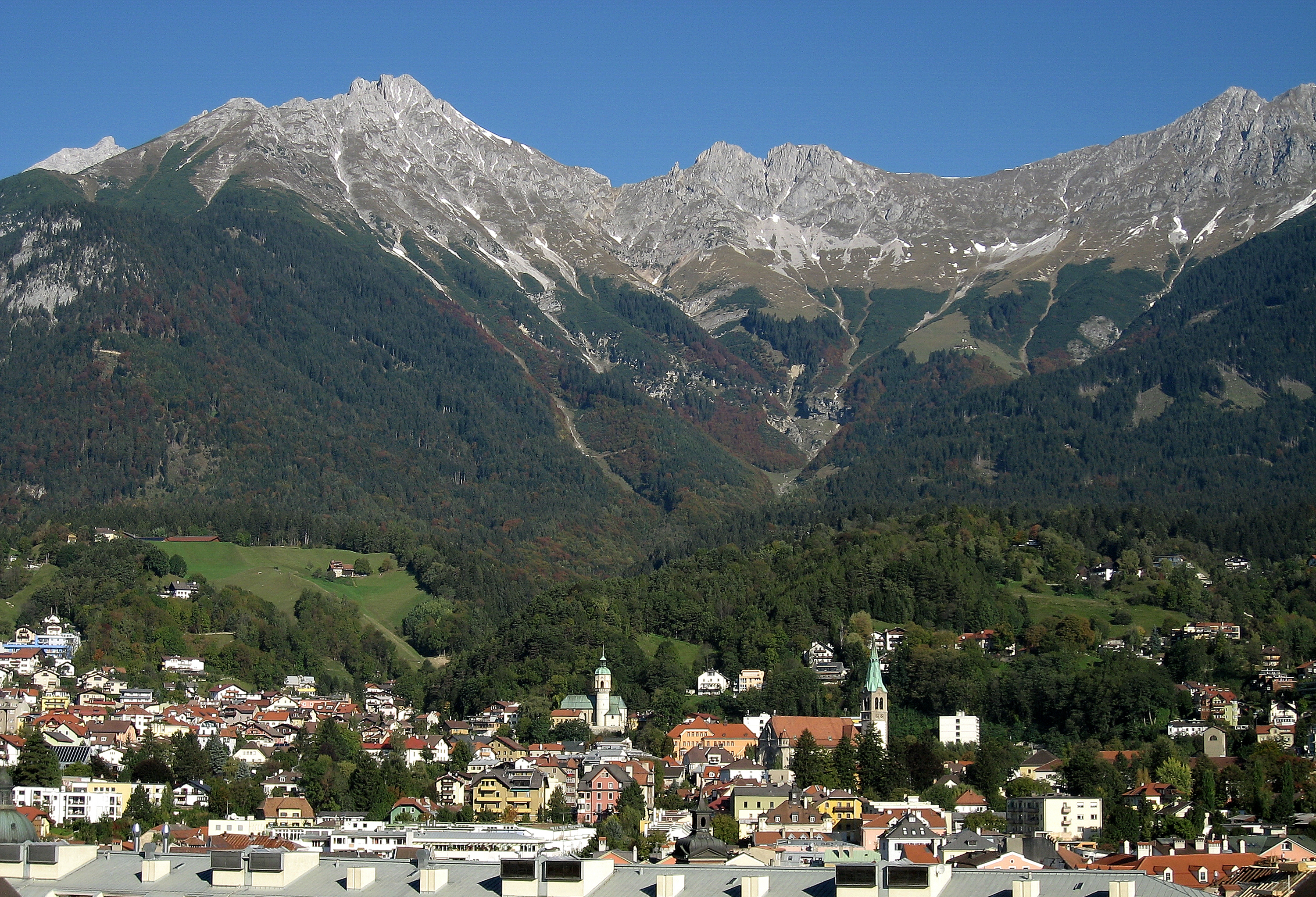
Innsbruck, a cidade que acolheu a edição inaugural dos Jogos Olímpicos de Inverno da Juventude, em 2012.

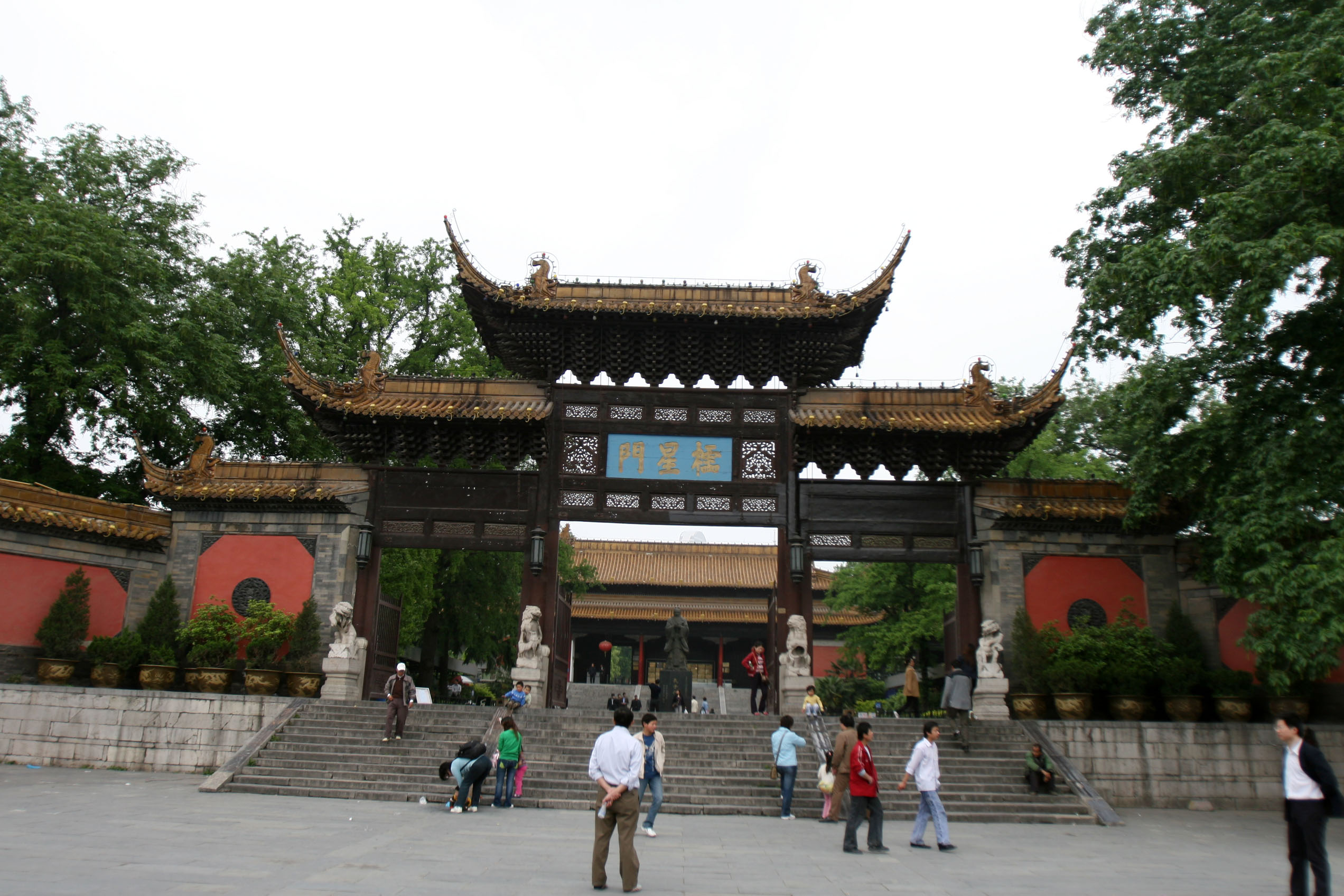
Nanquim, a cidade que recebeu os segundos Jogos Olímpicos de Verão da Juventude, no ano de 2014.

Nos primeiros Jogos Olímpicos da Juventude, Singapura foi eleita cidade-sede, batendo Moscovo/Moscou na eleição final (21 de fevereiro de 2008), deixando também pelo caminho as candidaturas de Atenas (Grécia), Banguecoque (Tailândia) e Turim (Itália).
Para a primeira edição das Olimpíadas de Inverno da Juventude (2012), a cidade austríaca de Innsbruck foi eleita, derrotando a cidade finlandesa de Kuopio na final,as outras duas candidatas foram Harbin,na China e Lillehammer,na Noruega Nanquim, na China, foi eleita pelo COI como sede dos Jogos Olímpicos de Verão da Juventude de 2014. A cidade chinesa ganhou da polonesa Poznań. Lillehammer, na Noruega, sediou as Olimpíadas de Inverno da Juventude de 2016, depois da candidatura falhada para 2012.
Em 4 de julho de 2013, a capital da Argentina, Buenos Aires foi escolhida como sede dos Jogos Olímpicos de Verão da Juventude de 2018 superando as candidaturas de Glasgow, na Grã-Bretanha, e Medellín, na Colômbia. Já Lausana, na Suíça, ganhou de Brasov, na Romênia e assim sediou a versão de inverno do evento em 2020, depois de ter perdido em 2012.
A quarta edição dos Jogos Olímpicos de Verão da Juventude estava prevista para ocorrer em 2022, em Dakar, no Senegal, mas por conta da pandemia de COVID-19 que afetou a realização de diversas competições esportivas, inclusive o adiamento dos Jogos Olímpicos convencionais de 2020 para 2021, o COI em comum acordo com o comitê organizador de Dakar resolveu adiar a competição para 2026. Será a primeira edição de um evento olímpico em solo africano. Já os próximos Jogos Olímpicos de Inverno da Juventude estão marcados para 2024 em Gangwon, na Coreia do Sul.

### Lista das Olimpíadas de Verão da Juventude
| Ano  | Olimpíada | Jogos                            | Localização             |
| ---- | --------- | -------------------------------- | ----------------------- |
| 2010 | XXIX      | I Jogos Olímpicos da Juventude   | Singapura, Singapura    |
| 2014 | XXX       | II Jogos Olímpicos da Juventude  | Nanquim, China          |
| 2018 | XXXI      | III Jogos Olímpicos da Juventude | Buenos Aires, Argentina |
| 2026 | XXXII     | IV Jogos Olímpicos da Juventude  | Dakar, Senegal          |

### Lista das Olimpíadas de Inverno da Juventude
| Ano  | Olimpíada | Jogos                                       | Localização                    |
| ---- | --------- | ------------------------------------------- | ------------------------------ |
| 2012 | XXX       | I Jogos Olímpicos de Inverno da Juventude   | Innsbruck, Áustria             |
| 2016 | XXXI      | II Jogos Olímpicos de Inverno da Juventude  | Lillehammer, Noruega           |
| 2020 | XXXII     | III Jogos Olímpicos de Inverno da Juventude | Lausana, Suíça                 |
| 2024 | XXXIII    | IV Jogos Olímpicos de Inverno da Juventude  | Gangwon, Coreia do Sul         |
| 2028 | XXXIV     | V Jogos Olímpicos de Inverno da Juventude   | Dolomitas e Valtellina, Itália |

## Cerimônias

### Abertura

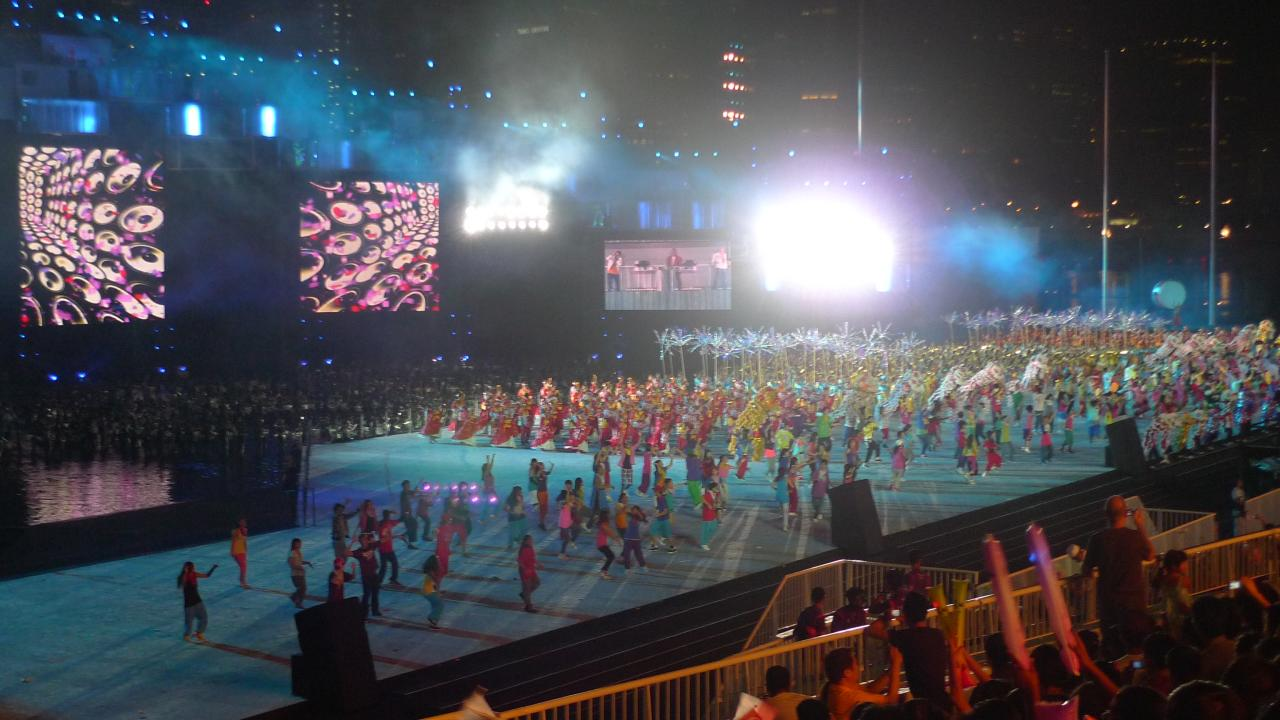
Um dos segmentos da cerimônia de abertura dos Jogos Olímpicos de Verão da Juventude de 2010 em Singapura.

A Carta Olímpica estabelece os elementos protocolares integrantes da cerimônia de abertura dos Jogos Olímpicos. A maioria destes rituais foram criados em 1920 nos Jogos Olímpicos de Antuérpia. A cerimônia começa com o hastear da bandeira do país anfitrião e a interpretação do seu hino nacional. Segue-se normalmente uma cerimônia artística relacionada à cultura do país e o desfile dos atletas para o estádio, e honrando as tradições gregas das Olimpíadas, a Grécia lidera o desfile.
As demais nações, em seguida, entram no estádio em ordem alfabética de acordo com o idioma oficial do país-sede, sendo que a última delegação a entrar é a do país sede. Nos Jogos Olímpicos da Juventude apenas as bandeiras dos países entram, enquanto os atletas estão sentados nas arquibancadas - assim aconteceu nas duas primeiras edições das Olimpíadas de Verão dos mais jovens. Após o desfile, são proferidos discursos que abrem oficialmente os Jogos e é feito o juramento - dos atletas, dos juízes e dos árbitros. A tocha olímpica entra por fim no estádio, sendo geralmente passada de mão em mão até chegar ao portador final da tocha.Em 2018,a cerimônia de abertura dos Jogos Olímpicos da Juventude, será a primeira cerimônia olímpica a não ser realizada em um estádio ou ginásio, o local escolhido devido a sua importância histórica foi o Obelisco de Buenos Aires.

### Encerramento

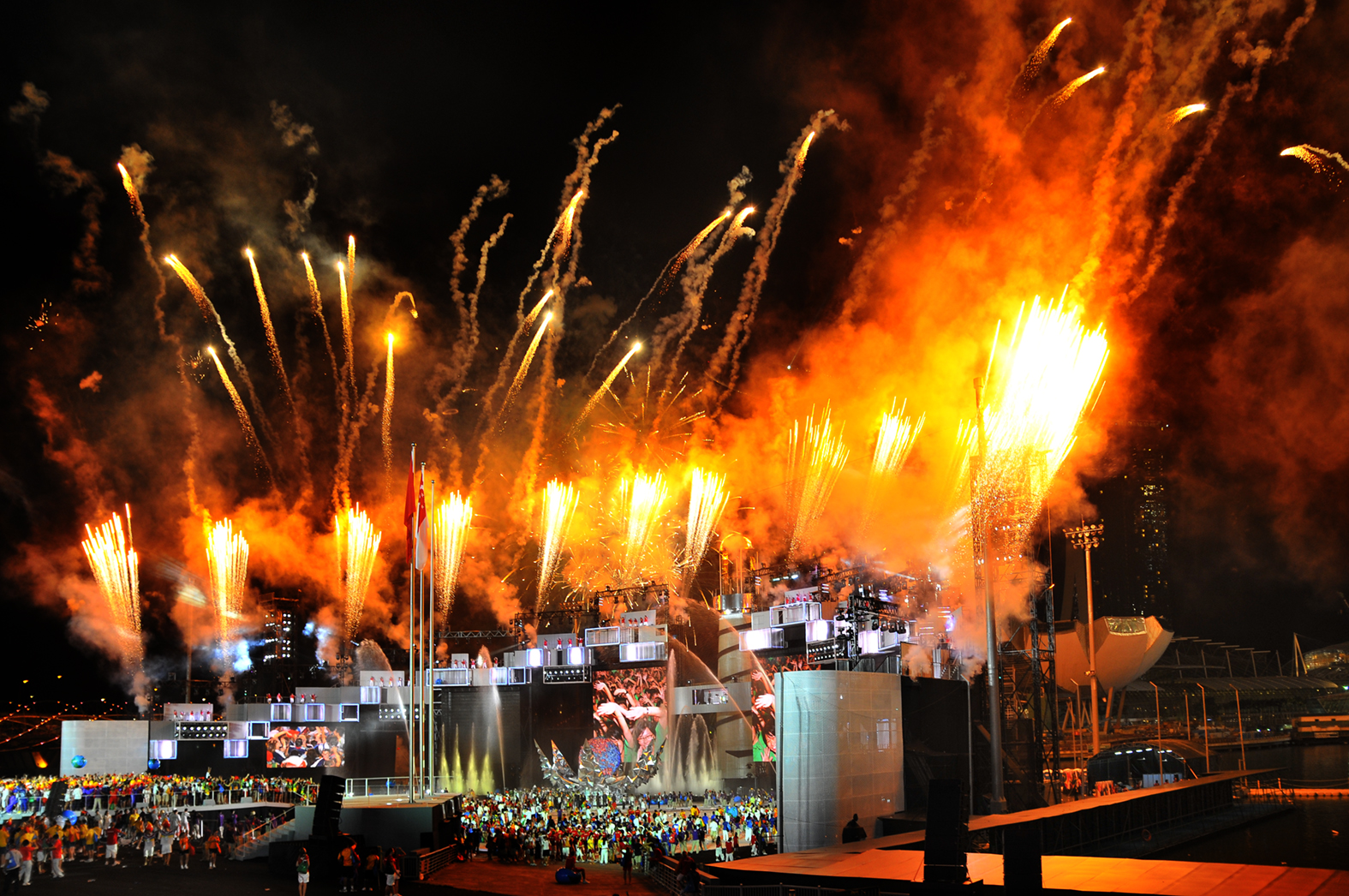
Fogos de artifício durante a cerimônia de encerramento dos Jogos da Juventude de 2010.

A cerimônia de encerramento dos Jogos Olímpicos da Juventude, tal como a das Olimpíadas, ocorre depois de concluídos todos os eventos esportivos. Os porta-bandeiras de cada país participante entram no recinto, respeitando a ordem alfabética do idioma do país organizador, mas sem os atletas já estão em seus lugares. Ao contrário dos Jogos seniores, são hasteadas duas bandeiras nacionais, movimento acompanhado pelos hinos nacionais correspondentes: a bandeira do país anfitrião; e a bandeira do país em que se realizarão os próximos Jogos Olímpicos da Juventude (de Verão, para as edições de Verão, e de Inverno, para a edição de Inverno). O presidente do Comitê Organizador dos Jogos Olímpicos da Juventude e o presidente do Comitê Olímpico Internacional (COI) proferem os seus discursos de encerramento. Com os Jogos oficialmente encerrados, a chama olímpica é apagada. Além dos elementos obrigatórios, há normalmente uma demonstração cultural do país que está organizando, bem como uma apresentação do próximo país anfitrião.

### Entrega de medalhas

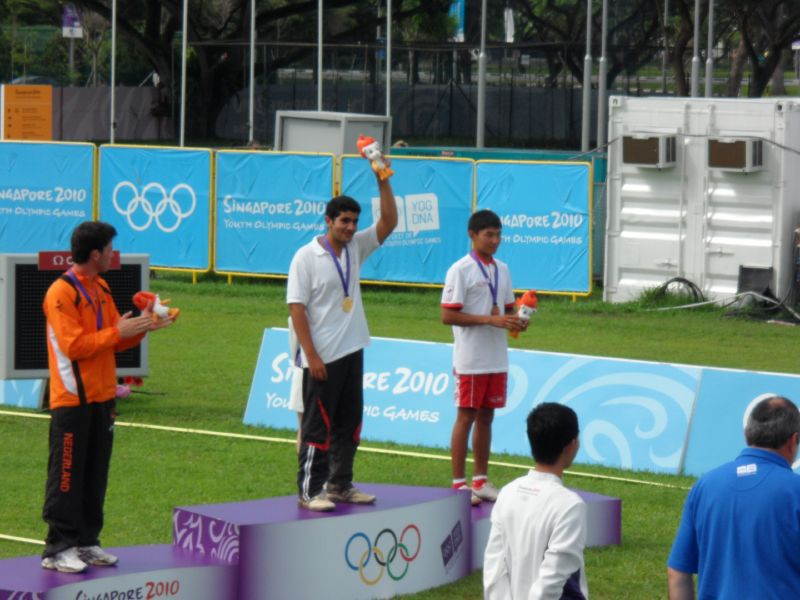
Uma cerimônia de medalhas durante os Jogos Olímpicos de Verão da Juventude de 2010.

Quando terminado, cada evento olímpico tem a sua respectiva cerimônia individual de entrega de medalhas aos três primeiros. O vencedor, tal como os segundo e terceiro classificados, individualmente ou em equipes, sobem no pódio (isto sucede desde 1932). Então, são entregues suas medalhas, respeitando a ordem de suas colocações. Depois da distribuição das medalhas, são hasteadas as bandeiras nacionais dos três medalhistas, enquanto é tocado o hino nacional do país do medalhista de ouro.

## Quadro de medalhas
O quadro de medalhas actual, dos Jogos Olímpicos da Juventude de Verão e de Inverno combinados pode ver-se aqui. Para ver o quadro de medalhas atual somente das edições de Verão, siga esta ligação. Por fim, o Quadro de Medalhas actual só das edições de Inverno está visível neste anexo.